# Russell Dlamini
Pour les articles homonymes, voir Dlamini.
Russell Dlamini est un homme politique eswatinien. Il est Premier ministre depuis le 4 novembre 2023.

## Biographie
Russell Dlamini obtient un bachelor en sciences agricoles à l'université d'Eswatini puis un master en 2006 en planification et gestion du développement durable à l'université de Stellenbosch. En novembre 2015, il est nommé directeur général de l'Agence nationale de gestion des catastrophes.
À la suite des élections législatives de 2023, le roi Mswati III décide de nommer Russell Dlamini comme Premier ministre,.